# Генрих Мюглинский
Генрих Мюглинский или Генрих фон Мюгельн (нем. Heinrich von Mügeln; около 1319, Мюгельн — около 1380) — немецкий поэт, хронист и переводчик, один из основателей мейстерзингерства. Считается одним из двенадцати главных миннезингеров.

## Биография

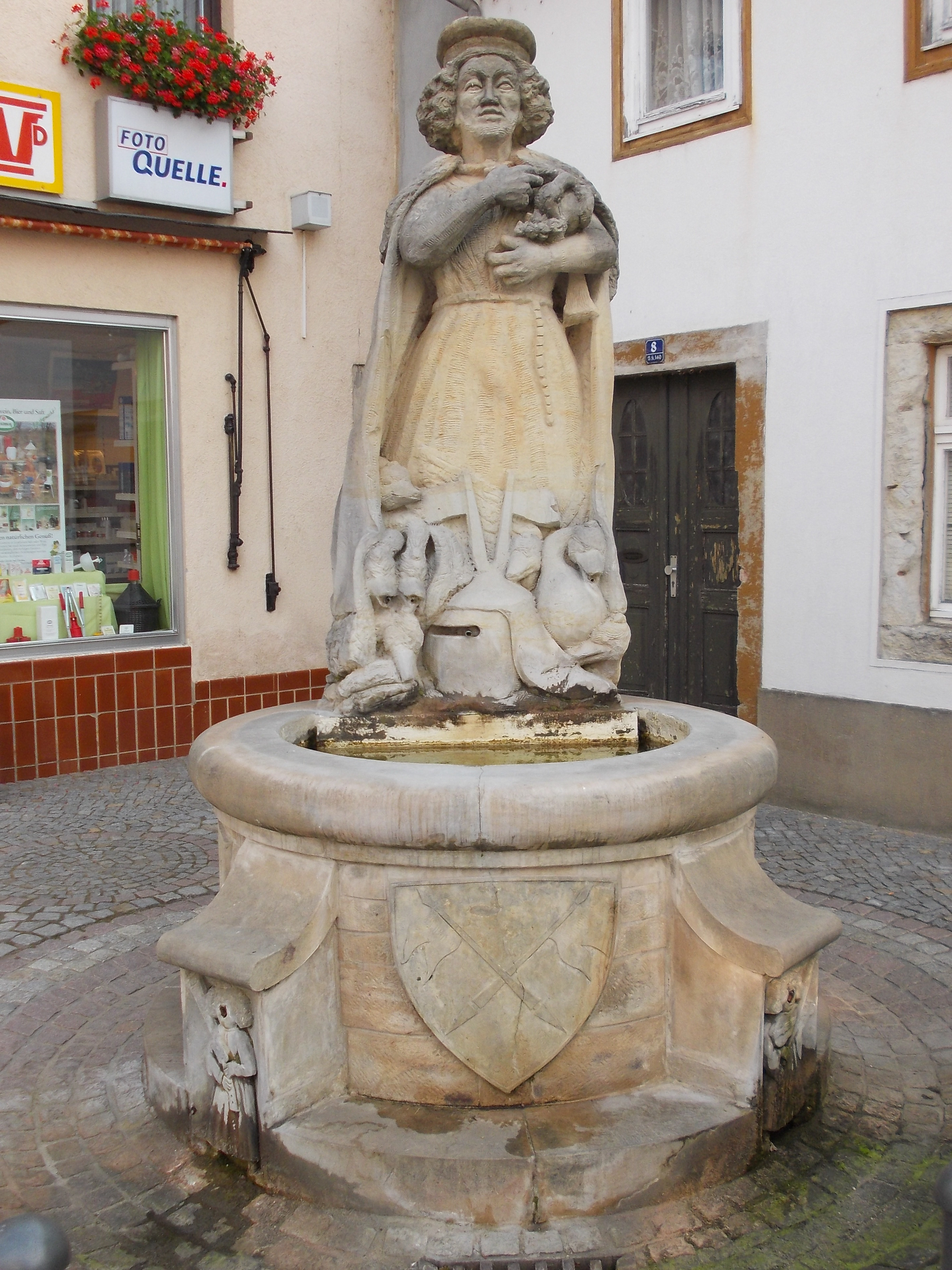
Фонтан в Мюгельне, посвящённый Генриху фон Мюгельну

О жизни и творчестве Генриха фон известно мало. Начальное образование и основы для более позднего обучения в университете получил у приходского священника , который позже отправил его в латинскую школу в Мейсен,  где тот получил образование в области церковного пения.
С 1340 года жил в Праге при дворе чешского принца Иоанна Люксембургского. Между Генрихом и Иоганном Люксембургским, впоследствии королем Богемии и императором Священной Римской империи Карлом IV, установились хорошие отношения. Когда Карл стал романо-германским королем (антикоролем) в 1346 году, он выбрал Генриха своим советником в государственных делах.
При пражском дворе Генрих пользовался большим уважением как придворный поэт и как ученый. В недавно основанном Карлом IV Пражском университете. В 1348 году Генрих фон Мюгельн был одним из первых студентов, получивших высшее образование благодаря своей работе на тему Священного Писания.
В 1346 году он последовал за  Маргаритой Люксембургской, одной из дочерей Карла, ко двору венгерского короля Людовика I. 
В 1352/1353 годах он написал «Венгерские хроники», продолжая служить учителем, советником и другом отца Людовика. Когда в конце 1353 года Маргарита скончалась от чумы, Генрих вернулся к пражскому двору. Здесь в 1355 году он написал аллегорическое стихотворение «Der meide Kranz», изображающее спор свободных искусств и наук, поэма была посвящена Карлу IV, ставшему в том же году императором Священной Римской империи.
Перевёл на немецкий язык труд римского писателя Валерия Максима.